# West-Zuid-Afrikaanse tong
De West-Zuid-Afrikaanse tong (Austroglossus microlepis) is een straalvinnige vis uit de familie van eigenlijke tongen (Soleidae) en behoort derhalve tot de orde van platvissen (Pleuronectiformes). De vis kan maximaal 75 cm lang en 4000 gram zwaar worden.

## Leefomgeving
Austroglossus microlepis is een zoutwatervis. De vis prefereert een diepwaterklimaat en leeft hoofdzakelijk in de Atlantische Oceaan. De diepteverspreiding is 100 tot 400 m onder het wateroppervlak.

## Relatie tot de mens
Austroglossus microlepis is voor de visserij van beperkt commercieel belang. In de hengelsport wordt er weinig op de vis gejaagd.